# Насадка Клайзена
Наса́дка Кля́йзена (Кла́йзена) — элемент конструкции для дистилляционной перегонки жидкостей (в том числе под вакуумом) и синтеза химических веществ.

## Применение
Нижний притёртый шлиф насадки (шлиф-керн) входит в шлиф-муфту колбы-источника. Керн отвода со шлифом входит в муфту холодильника. Муфта насадки, ближайшая к керну отвода, используется для установки термометра. Другая муфта — для установки капельной воронки для загрузки в колбу-источник жидких реагентов, а также для загрузки сыпучих реагентов при синтезе и дистилляционной перегонке веществ.
Размеры насадок определяются ГОСТ 25336-82.

## Похожие приборы
- Насадка Вюрца — вариант насадки с одной верхней муфтой.
- Форштосс — вариант насадки Вюрца с двумя или тремя верхними муфтами, но без керна для подключения холодильника.